# Lista de prêmios e indicações recebidos por Tommy Lee Jones
Esta é uma lista com os prêmios ganhos e indicações recebidas por Tommy Lee Jones.

## Prêmios e indicações
| Academy Awards | Academy Awards        | Academy Awards | Academy Awards | Academy Awards          |
| Ano            | Filme                 | Resultado      | Prêmio         | Categoria               |
| -------------- | --------------------- | -------------- | -------------- | ----------------------- |
| 1992           | JFK                   | Nomeado        | Oscar          | Melhor ator coadjuvante |
| 1994           | The Fugitive          | Venceu         | Oscar          | Melhor ator coadjuvante |
| 2008           | In the Valley of Elah | Nomeado        | Oscar          | Melhor ator             |
| 2013           | Lincoln               | Nomeado        | Oscar          | Melhor ator coadjuvante |

| BAFTA Awards | BAFTA Awards          | BAFTA Awards | BAFTA Awards     | BAFTA Awards            |
| Ano          | Filme                 | Resultado    | Prêmio           | Categoria               |
| ------------ | --------------------- | ------------ | ---------------- | ----------------------- |
| 1993         | JFK                   | Nomeado      | BAFTA Film Award | Melhor ator coadjuvante |
| 1994         | The Fugitive          | Nomeado      | BAFTA Film Award | Melhor ator coadjuvante |
| 2008         | In the Valley of Elah | Nomeado      | BAFTA Film Award | Melhor ator             |

| Blockbuster Entertainment Awards | Blockbuster Entertainment Awards | Blockbuster Entertainment Awards | Blockbuster Entertainment Awards | Blockbuster Entertainment Awards             |
| Ano                              | Filme                            | Resultado                        | Prêmio                           | Categoria                                    |
| -------------------------------- | -------------------------------- | -------------------------------- | -------------------------------- | -------------------------------------------- |
| 1998                             | Men in Black                     | Nomeado                          | Blockbuster Entertainment Award  | Ator favorito - ficção científica            |
| 1999                             | U.S. Marshals                    | Nomeado                          | Blockbuster Entertainment Award  | Ator favorito - ação/aventura                |
| 2000                             | Double Jeopardy                  | Nomeado                          | Blockbuster Entertainment Award  | Ator favorito - suspense                     |
| 2001                             | Space Cowboys                    | Nomeado                          | Blockbuster Entertainment Award  | Equipe de ação favorito (apenas na internet) |

| Boston Film Festival | Boston Film Festival | Boston Film Festival | Boston Film Festival | Boston Film Festival |
| Ano                  | Filme                | Resultado            | Prêmio               | Categoria            |
| -------------------- | -------------------- | -------------------- | -------------------- | -------------------- |
| 1993                 |                      | Vencido              | Prêmio de excelência |                      |

| Cannes Film Festival | Cannes Film Festival                    | Cannes Film Festival | Cannes Film Festival | Cannes Film Festival |
| Ano                  | Filme                                   | Resultado            | Prêmio               | Categoria            |
| -------------------- | --------------------------------------- | -------------------- | -------------------- | -------------------- |
| 2005                 | The Three Burials of Melquiades Estrada | Venceu               |                      | Melhor ator          |
| 2005                 | The Three Burials of Melquiades Estrada | Nomeado              | Palma de ouro        |                      |

| Emmy Awards | Emmy Awards            | Emmy Awards | Emmy Awards | Emmy Awards |
| Ano         | Filme                  | Resultado   | Prêmio      | Categoria   |
| ----------- | ---------------------- | ----------- | ----------- | ----------- |
| 1983        | The Executioner's Song | Venceu      | Emmy        | Melhor ator |
| 1989        | Lonesome Dove          | Nomeado     | Emmy        | Melhor ator |

| Ghent International Film Festival | Ghent International Film Festival       | Ghent International Film Festival | Ghent International Film Festival | Ghent International Film Festival |
| Ano                               | Filme                                   | Resultado                         | Prêmio                            | Categoria                         |
| --------------------------------- | --------------------------------------- | --------------------------------- | --------------------------------- | --------------------------------- |
| 2005                              | The Three Burials of Melquiades Estrada | Venceu                            | Grand Prix                        |                                   |

| Golden Boot Awards | Golden Boot Awards | Golden Boot Awards | Golden Boot Awards | Golden Boot Awards |
| Ano                | Filme              | Resultado          | Prêmio             | Categoria          |
| ------------------ | ------------------ | ------------------ | ------------------ | ------------------ |
| 2003               |                    | Venceu             | Golden Boot        |                    |

| Golden Globes | Golden Globes         | Golden Globes | Golden Globes | Golden Globes           |
| Ano           | Filme                 | Resultado     | Prêmio        | Categoria               |
| ------------- | --------------------- | ------------- | ------------- | ----------------------- |
| 1981          | Coal Miner's Daughter | Nomeado       | Golden Globe  | Melhor ator             |
| 1990          | Lonesome Dove         | Nomeado       | Golden Globe  | Melhor ator coadjuvante |
| 1994          | The Fugitive          | Venceu        | Golden Globe  | Melhor ator coadjuvante |

| Gotham Awards | Gotham Awards            | Gotham Awards | Gotham Awards      | Gotham Awards |
| Ano           | Filme                    | Resultado     | Prêmio             | Categoria     |
| ------------- | ------------------------ | ------------- | ------------------ | ------------- |
| 2006          | A Prairie Home Companion | Nomeado       | Best Ensemble Cast |               |

| Independent Spirit Awards | Independent Spirit Awards               | Independent Spirit Awards | Independent Spirit Awards | Independent Spirit Awards |
| Ano                       | Filme                                   | Resultado                 | Prêmio                    | Categoria                 |
| ------------------------- | --------------------------------------- | ------------------------- | ------------------------- | ------------------------- |
| 2006                      | The Three Burials of Melquiades Estrada | Nomeado                   | Independent Spirit Award  | Melhor longa              |

| Kansas City Film Critics Circle Awards | Kansas City Film Critics Circle Awards | Kansas City Film Critics Circle Awards | Kansas City Film Critics Circle Awards | Kansas City Film Critics Circle Awards |
| Ano                                    | Filme                                  | Resultado                              | Prêmio                                 | Categoria                              |
| -------------------------------------- | -------------------------------------- | -------------------------------------- | -------------------------------------- | -------------------------------------- |
| 1994                                   | The Fugitive                           | Vencido                                | KCFCC Award                            | Melhor ator coadjuvante                |

| London Critics Circle Film Awards | London Critics Circle Film Awards | London Critics Circle Film Awards | London Critics Circle Film Awards | London Critics Circle Film Awards |
| Ano                               | Filme                             | Resultado                         | Prêmio                            | Categoria                         |
| --------------------------------- | --------------------------------- | --------------------------------- | --------------------------------- | --------------------------------- |
| 2008                              | In the Valley of Elah             | Nomeado                           | ALFS Award                        | Ator do ano                       |

| Lone Star Film & Television Awards | Lone Star Film & Television Awards | Lone Star Film & Television Awards | Lone Star Film & Television Awards | Lone Star Film & Television Awards |
| Ano                                | Filme                              | Resultado                          | Prêmio                             | Categoria                          |
| ---------------------------------- | ---------------------------------- | ---------------------------------- | ---------------------------------- | ---------------------------------- |
| 1996                               | The Good Old Boys                  | Venceu                             | Lone Star Film & Television Award  | Melhor ator                        |
| 1996                               | The Good Old Boys                  | Venceu                             | Lone Star Film & Television Award  | Melhor diretor                     |

| Los Angeles Film Critics Association Awards | Los Angeles Film Critics Association Awards | Los Angeles Film Critics Association Awards | Los Angeles Film Critics Association Awards | Los Angeles Film Critics Association Awards |
| Ano                                         | Filme                                       | Resultado                                   | Prêmio                                      | Categoria                                   |
| ------------------------------------------- | ------------------------------------------- | ------------------------------------------- | ------------------------------------------- | ------------------------------------------- |
| 1993                                        | The Fugitive                                | Venceu                                      | LAFCA Award                                 | Melhor ator coadjuvante                     |

| MTV Movie Awards | MTV Movie Awards | MTV Movie Awards | MTV Movie Awards | MTV Movie Awards |
| Ano              | Filme            | Resultado        | Prêmio           | Categoria        |
| ---------------- | ---------------- | ---------------- | ---------------- | ---------------- |
| 1994             | The Fugitive     | Venceu           | MTV Movie Award  | Melhor dupla     |
| 1995             | Blown Away       | Nomeado          | MTV Movie Award  | Melhor vilão     |
| 1996             | Batman Forever   | Nomeado          | MTV Movie Award  | Melhor vilão     |
| 1998             | Batman Forever   | Nomeado          | MTV Movie Award  | Melhor dupla     |

| Palm Beach International Film Festival | Palm Beach International Film Festival | Palm Beach International Film Festival | Palm Beach International Film Festival | Palm Beach International Film Festival |
| Ano                                    | Filme                                  | Resultado                              | Prêmio                                 | Categoria                              |
| -------------------------------------- | -------------------------------------- | -------------------------------------- | -------------------------------------- | -------------------------------------- |
| 2000                                   |                                        | Venceu                                 | Lifetime Achievement Award             |                                        |

| San Diego Film Critics Society Awards | San Diego Film Critics Society Awards | San Diego Film Critics Society Awards | San Diego Film Critics Society Awards | San Diego Film Critics Society Awards |
| Ano                                   | Filme                                 | Resultado                             | Prêmio                                | Categoria                             |
| ------------------------------------- | ------------------------------------- | ------------------------------------- | ------------------------------------- | ------------------------------------- |
| 2007                                  | No Country for Old Men                | Venceu                                | SDFCS Award                           | Melhor ator coadjuvante               |

| Satellite Awards | Satellite Awards                        | Satellite Awards | Satellite Awards       | Satellite Awards        |
| Ano              | Filme                                   | Resultado        | Prêmio                 | Categoria               |
| ---------------- | --------------------------------------- | ---------------- | ---------------------- | ----------------------- |
| 1998             | Men in Black                            | Nomeado          | Golden Satellite Award | Melhor ator             |
| 2005             | The Three Burials of Melquiades Estrada | Nomeado          | Satellite Award        | Melhor ator             |
| 2007             | In the Valley of Elah                   | Nomeado          | Satellite Award        | Melhor ator             |
| 2010             | The Company Men                         | Nomeado          | Satellite Award        | Melhor ator coadjuvante |

| Screen Actors Guild Awards | Screen Actors Guild Awards | Screen Actors Guild Awards | Screen Actors Guild Awards | Screen Actors Guild Awards      |
| Ano                        | Filme                      | Resultado                  | Prêmio                     | Categoria                       |
| -------------------------- | -------------------------- | -------------------------- | -------------------------- | ------------------------------- |
| 1996                       | The Good Old Boys          | Nomeado                    |                            | Melhor ator                     |
| 2008                       | No Country for Old Men     | Nomeado                    |                            | Melhor ator coadjuvante         |
| 2008                       | No Country for Old Men     | Venceu                     |                            | Melhor performance de um elenco |

| Southeastern Film Critics Association Awards | Southeastern Film Critics Association Awards | Southeastern Film Critics Association Awards | Southeastern Film Critics Association Awards | Southeastern Film Critics Association Awards |
| Ano                                          | Filme                                        | Resultado                                    | Prêmio                                       | Categoria                                    |
| -------------------------------------------- | -------------------------------------------- | -------------------------------------------- | -------------------------------------------- | -------------------------------------------- |
| 1994                                         | The Fugitive                                 | Venceu                                       | SEFCA Award                                  | Melhor ator coadjuvante                      |

| USA Film Festival | USA Film Festival | USA Film Festival | USA Film Festival            | USA Film Festival |
| Ano               | Filme             | Resultado         | Prêmio                       | Categoria         |
| ----------------- | ----------------- | ----------------- | ---------------------------- | ----------------- |
| 1997              |                   | Venceu            | Master Screen Artist Tribute |                   |

| Walk of Fame | Walk of Fame | Walk of Fame | Walk of Fame             | Walk of Fame |
| Ano          | Filme        | Resultado    | Prêmio                   | Categoria    |
| ------------ | ------------ | ------------ | ------------------------ | ------------ |
|              |              | Venceu       | Star on the Walk of Fame |              |

| Western Heritage Awards | Western Heritage Awards                 | Western Heritage Awards | Western Heritage Awards | Western Heritage Awards |
| Ano                     | Filme                                   | Resultado               | Prêmio                  | Categoria               |
| ----------------------- | --------------------------------------- | ----------------------- | ----------------------- | ----------------------- |
| 1990                    | Lonesome Dove                           | Venceu                  | Bronze Wrangler         | Melhor longa            |
| 2006                    | The Three Burials of Melquiades Estrada | Venceu                  | Bronze Wrangler         | Melhor encenação        |